# Oceanodroma tristrami
El paíño de Tristram  (Oceanodroma tristrami) es una especie de ave procelariforme de la familia Hydrobatidae, es endémica de Hawái y sur del Japón. 

## Distribución y hábitat
Se distribuye a través del Pacífico Norte, principalmente en los mares tropicales.
Tiene alas largas y angulares de 24 cm de largo. El plumaje es todo oscuro, con una grupa ligeramente pálida y una franja de color gris pálido en la parte superior de las alas. 
La especie es colonial, anidando en las islas del noroeste de Hawái, y en varias islas pequeñas al sur de Japón, incluyendo las islas Bonin e Izu. Las colonias son nocturnas, y la especie se reproduce durante el invierno. En el mar la especie es pelágica, se alimentan de calamares y peces.
El paíño de Tristram se considera casi amenazado. Todas sus colonias de cría en Hawái son áreas protegidas, pero la especie ha sufrido una disminución en el pasado debido a las ratas introducidas en la isla Torishima.